# Alain Resnais

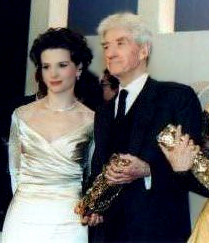
Alain Resnais (höger) med Juliette Binoche vid César-utdelningen 1998.

Alain Resnais, född 3 juni 1922 i Vannes, död 1 mars 2014 i Paris, var en fransk filmregissör.
Resnais var en av nyckelpersonerna i "franska nya vågen"-rörelsen under 1960-talet. Han gjorde över 50 filmer under sin karriär och blev mest känd för Hiroshima – min älskade från 1959. I fjol i Marienbad vann Guldlejonet vid Filmfestivalen i Venedig 1961. Han var aktiv in i det sista då hans film Life of Riley utsågs till mest innovativa film på Berlins filmfestival 2014 månaden innan han gick bort, 91 år gammal.

## Filmografi (urval)
- 1955 – Natt och dimma
- 1959 – Hiroshima – min älskade
- 1961 – I fjol i Marienbad
- 1963 – Muriel
- 1968 – Jag älskar dig, jag älskar dig
- 1977 – Ödets hand
- 1997 – On connaît la chanson
- 2014 – Life of Riley